# Sedum dongzhiense
Sedum dongzhiense là một loài thực vật có hoa trong họ Crassulaceae. Loài này được D.Q. Wang & Y.L. Shi miêu tả khoa học đầu tiên năm 1990.